# Château de Crécy
Le château de Crécy, détruit après la Révolution, se dressait à 11km au sud-ouest de Dreux, dans l'actuel département d’Eure-et-Loir, en région Centre-Val de Loire. Crécy désignait sous l’Ancien-Régime le château et sa seigneurie, tandis que Couvé désignait le bourg tapi dans la vallée et la baronnie de ce nom. La paroisse était également désignée sous le nom de Couvé, annexe d’Aunay, et ce n’est qu’à partir de 1782 qu’est apparu le nom de Crécy-Couvé. Le château connut son apogée à partir de 1746 sous Madame de Pompadour. Il constitue, avec le château de Bellevue à Meudon, l'archétype du château français de style classique du milieu du XVIIIe siècle.

## Historique des seigneurs

### Le comte de Crécy, Louis de Verjus

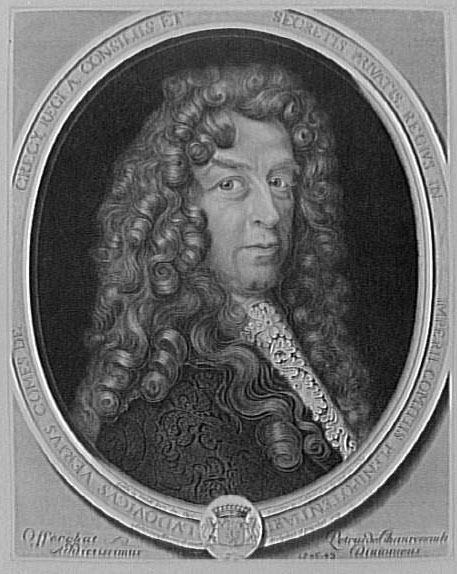
Louis de Verjus (1629-1709).

Les premiers seigneurs de Crécy, du temps où le château féodal était un corps-de-logis flanqué d’un épais donjon surplombant la vallée de la Blaise, portent les noms de Malestroit, Groslier, Picot et Ver.
Nicolas de Ver, seigneur de Chantereine, a acquis la terre de Crécy le 7 mars 1631 moyennant 40 000 livres; il la revend 100 000 livres, le 6 octobre 1672, à Louis de Verjus (1629-1709).
Cet ambassadeur, courtois et mesuré, a passé, aux dires de Saint-Simon, plus d’années dans les cours germaniques qu’en France. Il a présidé au congrès de Ryswick qui a mis fin à la guerre de la ligue d’Augsbourg. Il porte les titres de comte de Crécy, marquis de Tréon, Fortisle, baron de Couvé, seigneur du Boullay-les-Deux-Églises, Le Ménillet et autres lieux.
À sa mort, le château reste  dans la famille et c’est vers 1726 que son petit-fils, Louis-Alexandre Verjus (1676-1763) fait abattre l’antique château familial. Il confie la direction des travaux à l’architecte Nicolas-Antoine Perrard qui édifie le nouveau château dont la terrasse donne sur la vallée de la Blaise.

Le coût en est si élevé qu’il vend le domaine à Mme de Pompadour en 1746.

### Mme de Pompadour

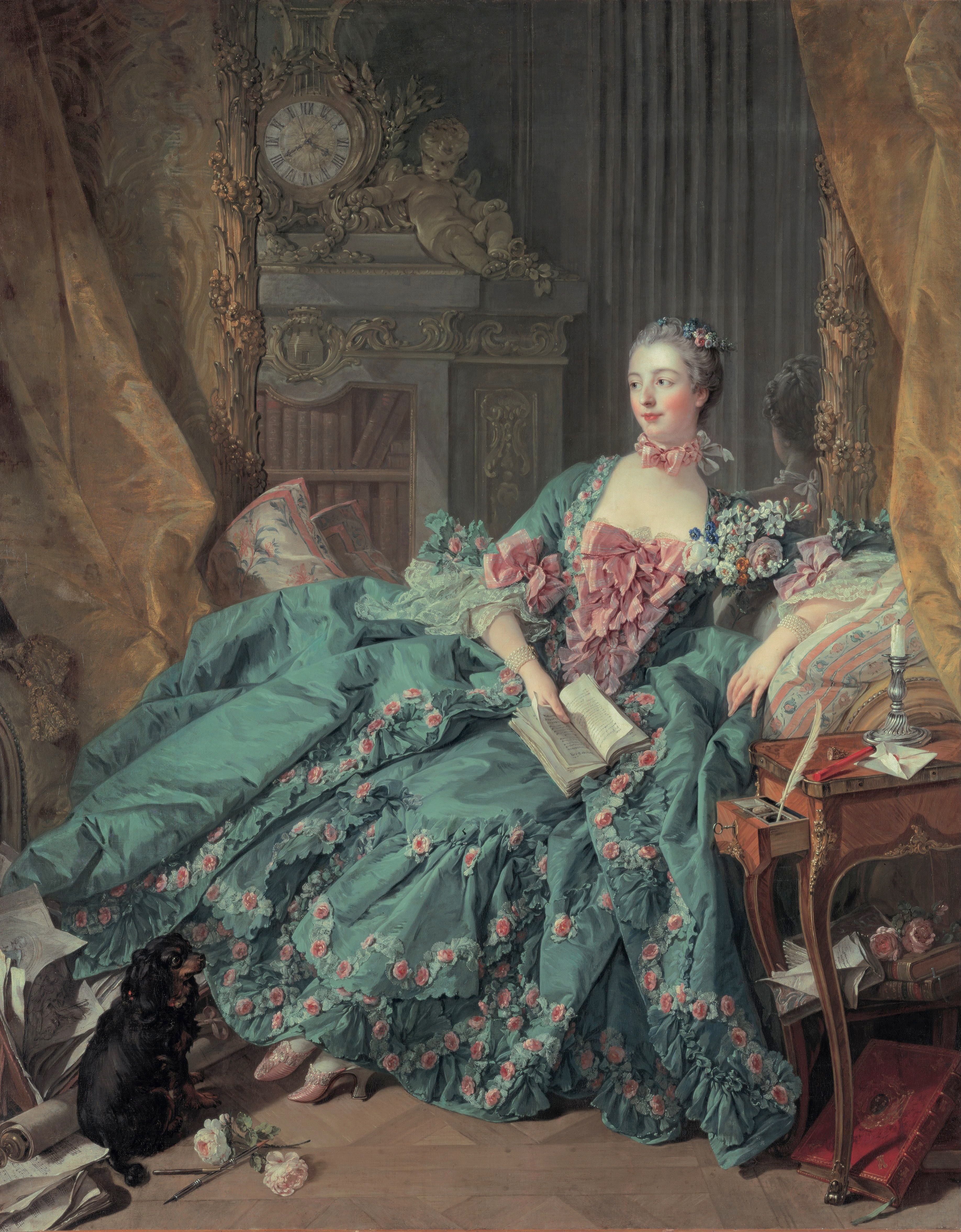
Mme de Pompadour (1721-1764).

Elle a alors 25 ans. Née Jeanne-Antoinette Poisson le 29 décembre 1721, elle s’est élevée dans la société grâce au soutien du fermier général, Charles-François-Paul Lenormant de Tournehem, dont elle a épousé le neveu, Charles-Guillaume Le Normant d'Étioles avant de se séparer de lui et de devenir la favorite du roi Louis XV.
Le 24 juin 1745, il lui offre le domaine de Pompadour puis, en perspective de son départ pour l’armée de Flandre, celui de Crécy, le 21 mai 1746, Le duc de Luynes écrit: 

« Mme de Pompadour partit avec M. de Montmartel (surintendant des Finances) et M. de Tournehem (oncle de son ex-mari) pour aller à Crécy. C’est un très beau château, bien meublé, avec une terrasse que l’on dit avoir coûté cent mille écus ; c’est une terre qui vaut vingt-cinq mille livres de rente… Le roi l’a achetée pour Madame de Pompadour, en cas que le lieu et le séjour lui convinssent ; elle en paraît extrêmement contente et fait déjà des arrangements pour la personne du roi, comptant qu’il ira faire des voyages. »

Rien ne convient mieux à la marquise que d’avoir une terre à elle, d’autant que celle de Crécy ne l’éloigne pas trop de Versailles. Une entente avec Montmartel lui permet de paraître payer elle-même cette acquisition, qui va être la première de tant d’autres. Elle ne cessera d’agrandir et d’embellir le château et ses jardins, entourée des artistes qu’elle affectionne.
Le roi lui rend visite à vingt-trois reprises mais les années passent et il cesse de venir. On lui reproche ses dépenses de voyage ; une tentative d’assassinat sur sa personne échoue en janvier 1757. Et à trente-six ans, Mme de Pompadour a perdu en vivacité et fraîcheur. En conséquence, Louis XV lui conseille de prendre «une retraite noble et volontaire».
Elle vend donc son cher château de Crécy à un prince de sang, dernier comte de Dreux, le duc de Penthièvre, le 21 septembre 1757, moyennant 1.750.000 livres. En 1760, après avoir loué le château de Champs, elle achète la terre de Ménars dans le Loir-et-Cher, quatre ans avant sa mort survenue à l’âge de 44 ans.

### Le duc de Penthièvre

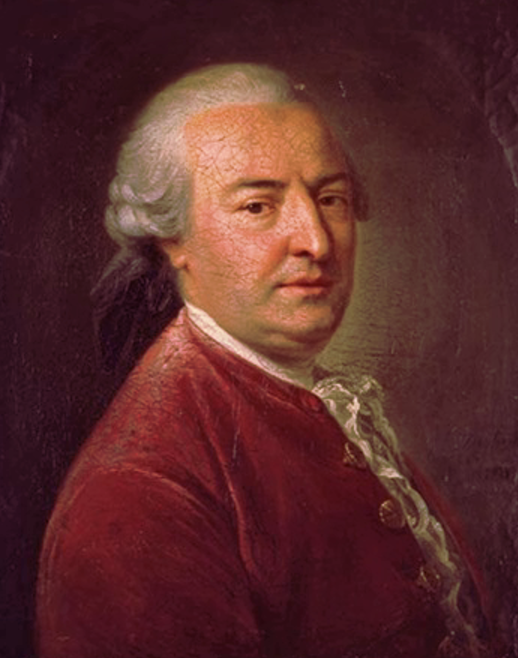
Louis de Bourbon, duc de Penthièvre (1725-1793).

Petit-fils de Louis XIV, fils unique de Louis-Alexandre de Bourbon (1678-1737), prince légitimé et comte de Toulouse, le duc de Penthièvre a des revenus annuels évalués à 6 millions de livres, ce qui fait de lui l'un des hommes les plus riches d'Europe.
Si le produit de la terre de Crécy est non négligeable, environ 30 000 livres de rentes, le château est pour lui, avant tout, un rendez-vous de chasse. Comme il veut y loger le plus grand nombre d’invités possible, il multiplie les chambres en divisant les appartements par des cloisons de bois.
Il ne néglige pas pour autant ses nouvelles propriétés et fait dresser en 1759 un atlas de toutes les réparations à faire dans telle ou telle ferme, tel ou tel moulin que comprend l’immense marquisat de Crécy qui s’étend jusqu’à Saint-Rémy-sur-Avre.
Pour le château, il commande, entre 1761 et 1769, à Alexis Peyrotte et son fils, huit panneaux  en complément des quatre panneaux commandés par Mme de Pompadour d’après des cartons de Boucher.
Ayant recueilli en 1775 l'énorme patrimoine foncier des enfants du duc du Maine, le prince de Dombes et le comte d'Eu (comprenant les châteaux de Sceaux, d'Anet, d'Aumale, d'Eu, de Dreux et de Gisors auquel il faut ajouter le château de Bizy, près de Vernon), il vend Crécy, le 2 décembre 1775, au prince de Montmorency-Logny.

### Louis-François-Joseph de Montmorency-Logny
Né le 22 mars 1737 à Gand en Flandre, il appartient à la grande lignée française des Montmorency avec laquelle il réaffirme ses liens d’attachement en épousant en 1764 sa cousine Louise-Pauline-Françoise de Montmorency-Luxembourg de Tingry, elle-même veuve d’Anne-François de Montmorency. Il est maréchal des camps et gouverneur de La Rochelle. Le couple demeure en son hôtel, rue de la Chaussée d’Antin, à Paris, quand il achète le 21 décembre 1775 la seigneurie de Crécy, comprenant le château et ses terres, mais aussi l’ensemble du domaine du marquisat de Crécy pour une somme de 2.248,991 livres.  M. de Montmorency meurt le 2 novembre 1781 à Bourbonne-les-Bains, à l’âge de 44 ans. En 1791, sa veuve quitte Crécy. Il est dit que ne voulant pas traverser le village, le soir de son départ, les carrosses longent le bord de la terrasse et empruntent les rampes, descendant jusqu’au miroir. Son exil l’amène dans les Pays-Bas autrichiens, puis dans les Provinces-Unies et enfin en Allemagne, dans le duché de Brunswick en 1795 où elle se lie d’une amitié profonde avec la duchesse douairière, Philippine-Charlotte de Prusse. Elle ne rentre en France qu’aux alentours de 1807.

## Historique du château

### Du château féodal au château classique
Il existait à l’origine un château féodal dont les soubassements étaient maintenus par un mur encore en partie visible à gauche du chemin descendant vers la vallée, et passant à côté du chœur de l’église actuelle. Il protégeait à ses pieds le modeste village de Couvé composé de petites maisons de torchis anarchiquement construites le long de rues sinueuses. En 1726, le marquis de Crécy, Louis-Alexandre Verjus, a de grands projets: acquisition de terres, démolition du vieux château et construction d’un nouveau, de style italien, sans toit apparent, doté d’une terrasse maintenue par un mur de près de 500 mètres de long et dominant la vallée. Voici la description qu’en donne le duc de Luynes quand il le découvre : 
  « Il est fort grand et fort large…il est pour la grandeur et la forme, tel qu’il avait été bâti par M. de Crécy; c’est aussi lui qui avait fait planter les avenues… La terrasse, du temps de M. de Crécy donnait presque à pic sur un vallon, large d’une grande portée de fusil et assez ouvert à droite et à gauche, dans lequel se répandait dans une petite prairie la rivière de la Blaise qui prend sa source à Maillebois et va tomber dans la rivière d’Eure à Dreux; elle passe par Aunay où il y a un château sur la gauche de la terrasse. » 
Le marquis de Crécy a été le premier à entreprendre, sur près de trois kilomètres, la canalisation de la Blaise qui sera poursuivie par Mme de Pompadour.

### Le château sous Mme de Pompadour (1746-1757)

#### Le tracé du grand chemin et des allées

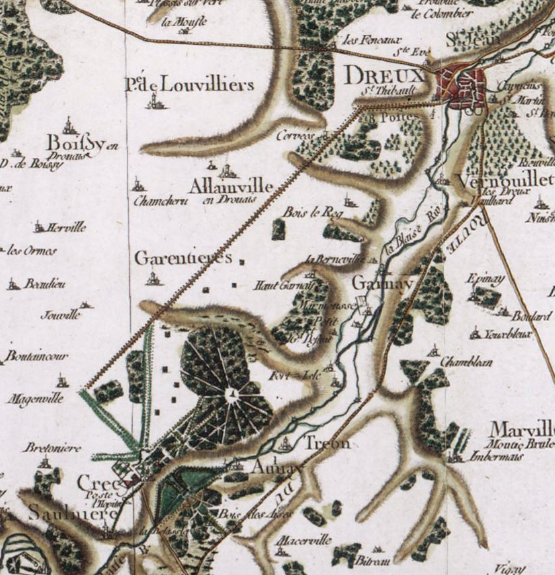
Crécy-Couvé sur la carte de Cassini.

En 1749, trois ans après l’achat de Crécy, le roi fait procéder à la construction d’un grand chemin de deux lieues et demie à partir du faubourg de Dreux. Les travaux durent deux ans. A 100 m environ du village, la route amorce un virage. A cet endroit se trouve l’entrée du château. Il y a là un vaste rond-point où aboutissent, outre l’avenue de Dreux, deux autres avenues dont celle du milieu qui conduit à Majainville. Dans le fond du rond-point s’élève le grand portail. La grille franchie, une grande avenue s’avance au milieu des parterres. Plus loin, une seconde grille donne accès dans la cour d’honneur flanquée par des communs. Les maisons du village de Crécy qui bouchaient l’avenue ont été détruites et d’autres ont été construites à droite et à gauche. Voici ce qu’écrit le père de la marquise, M. Poisson, à son fils:
«Vous seriez surpris de voir aujourd’hui, comme moi, les magnificences de ce lieu, l’effet prodigieux et admirable que produisent les canaux, la grande pièce d’eau qui est en face du château dans le bas, les progrès des plants et d’une infinité d’allées qu’on a plantées partout, et surtout celle qui va de la patte d’oie jusqu’au faubourg de Dreux où l’on a fait un nouveau chemin. Par un bel et bon arrêt, votre sœur s’est fait adjuger la propriété de tous ces arbres.»

#### Le bâtiment

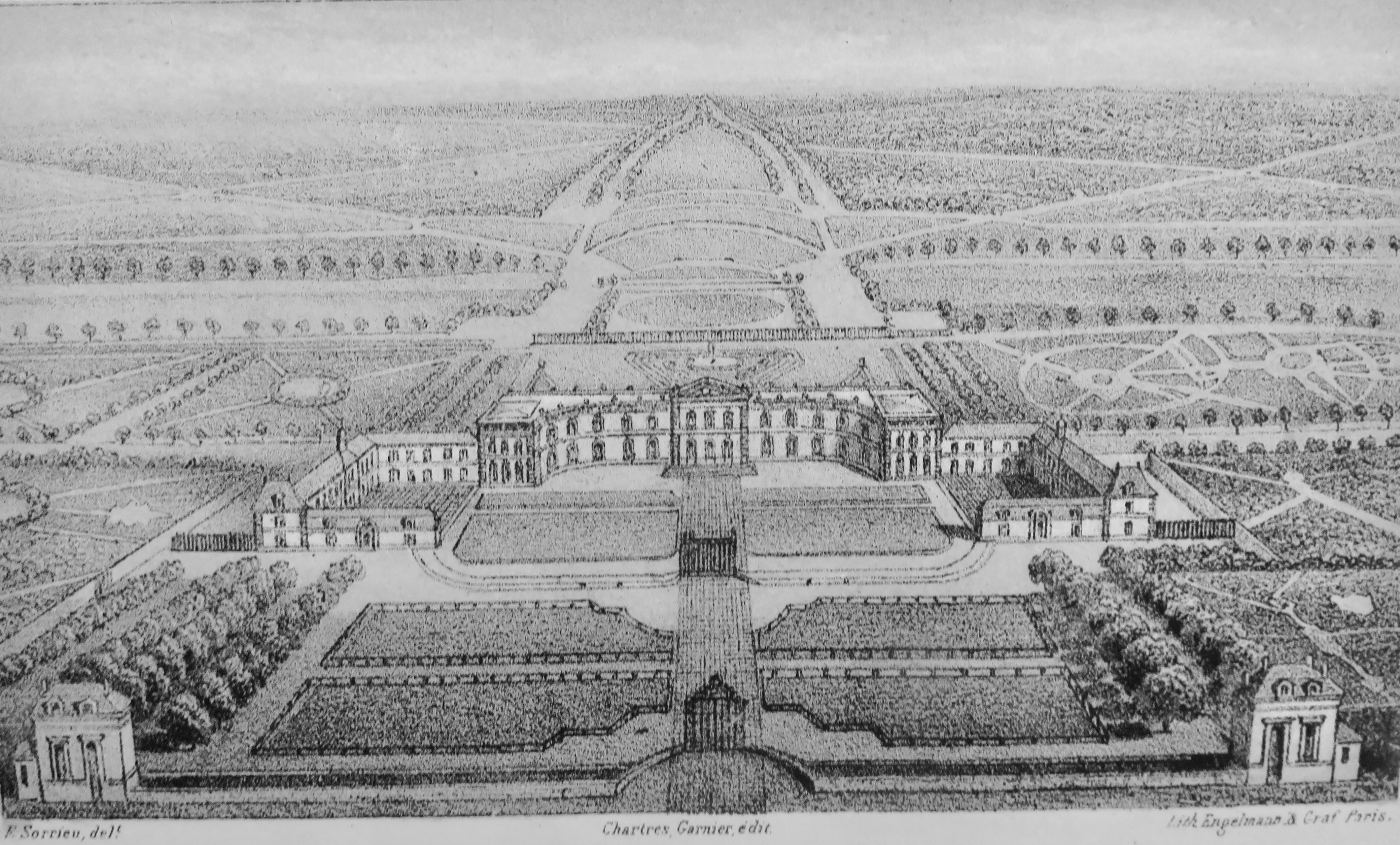
Le château de Crécy, côté entrée et cour d'honneur.

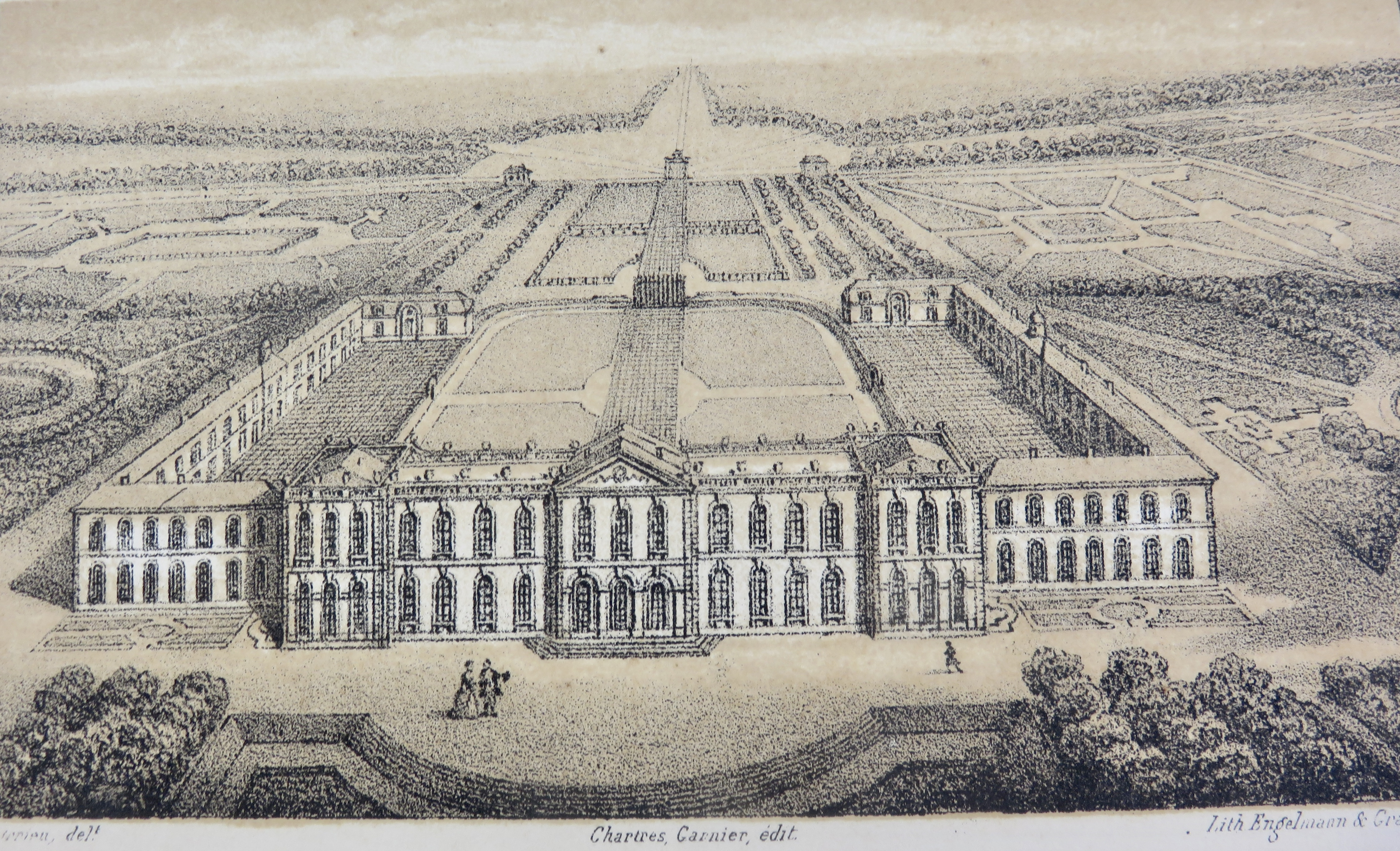
Le château, côté jardins.

Le domaine de 803 ha est acheté 650 000 livres. Les travaux d’agrandissement et d’embellissement qui s’élèveront à la somme colossale de 3.288.403 livres sont confiés à l’architecte attitré de Mme de Pompadour, Lassurance, de son vrai nom, Jean Cailleteau (1690-1755). Charles-François-Paul Le Normant de Tournehem, devenu grâce à elle directeur général des Bâtiments du roi, traite directement avec lui sans en référer au Premier architecte du Roi, Ange-Jacques Gabriel. Pour faciliter les choses pour les uns et pour les autres, Louis XV a anobli l’architecte par lettres de noblesse d'octobre 1750. Lassurance fait reprendre le logis en sous-œuvre et édifier deux ailes neuves du côté de l'entrée, ce qui lui donne sa forme de fer à cheval. La grande cour d’honneur est flanquée par des communs: à droite les écuries, à gauche les cuisines. L’édifice principal, dont la façade mesure 120 mètres, est surmonté d’une terrasse à l’italienne, avec en son pourtour, une balustrade de pierre, ornée de trophées et de vases. On doit les gravures du château à la tabatière en or commandée le 26 mars 1757 par Mme de Pompadour au marchand-bijoutier ordinaire du roi, Lazare Duveaux. Elles devaient servir de modèle au dessin à exécuter sur la tabatière. Un commentaire a été consigné dans le livre-journal du joaillier:  
«Château de Crécy situé dans l’Isle-de-France, proche Dreux et relevant de la Terre de Rambouillet. M. le marquis de Crécy, lieutenant-général des armées du roi, avait fait bâtir ce superbe château et en avait tiré le plus grand parti à cause des eaux qui en font l’ornement et qui, par leur étendue, occasionnent un aspect piquant et agréable à ce beau lieu.»

#### L'intérieur

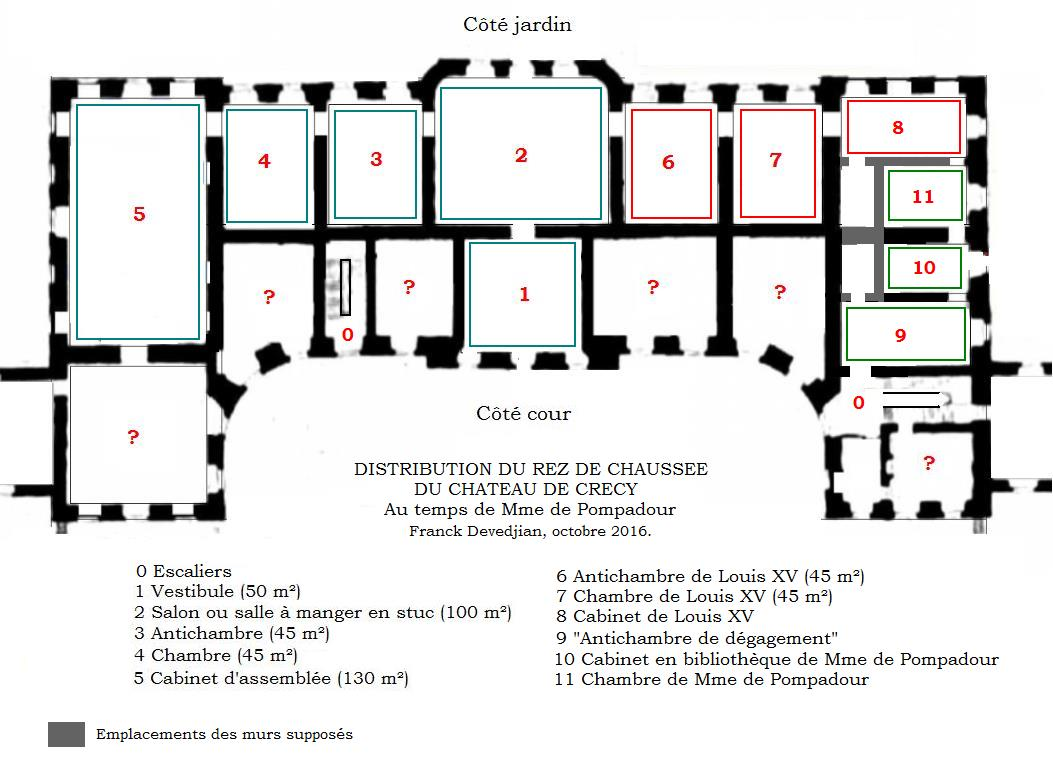
Distribution du rez-de-chaussée du château de Crécy, d'après le plan connu du premier étage. État au temps de Mme de Pompadour.

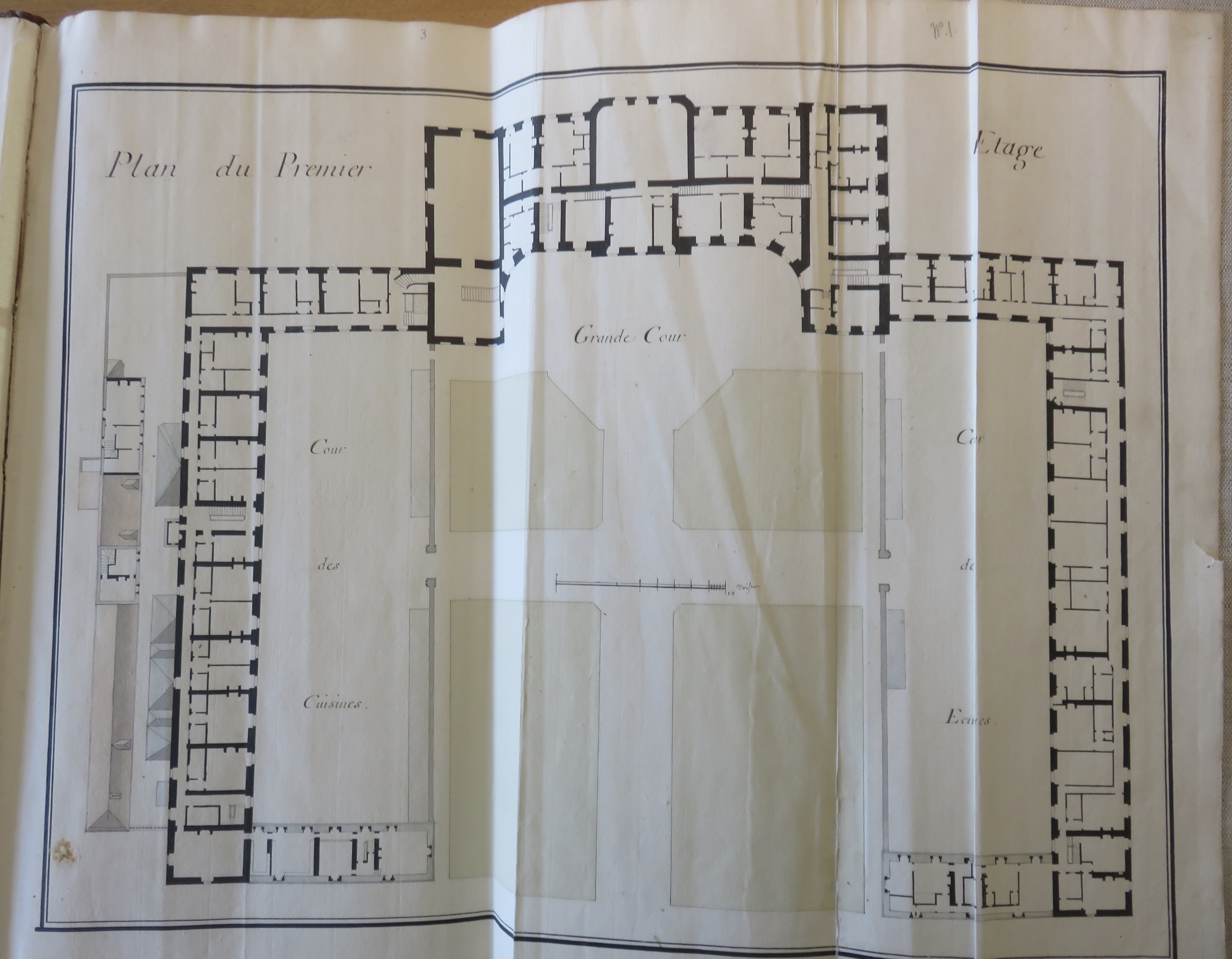
Plan du premier étage (AD 28).

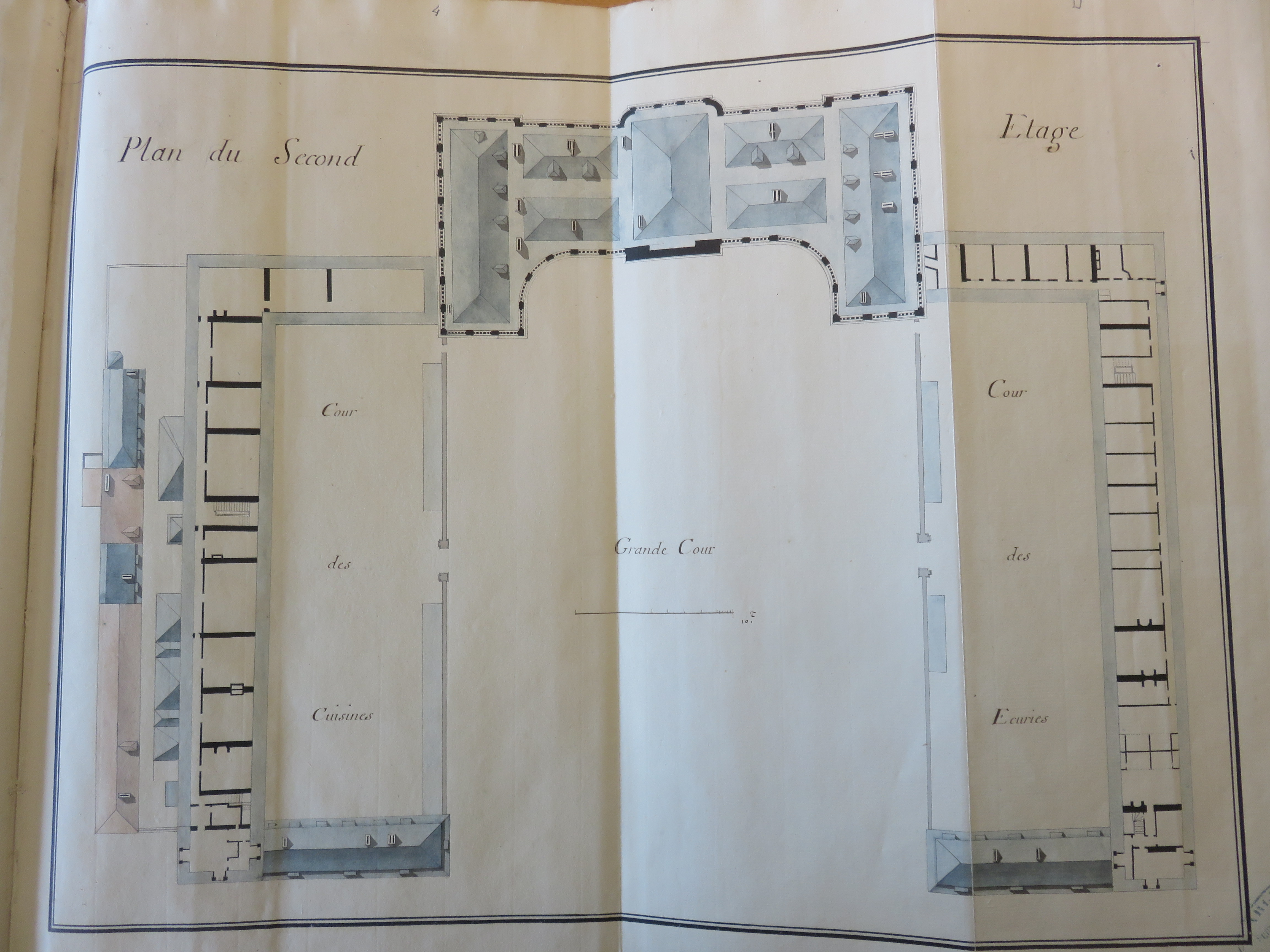
Plan du second étage (AD 28).

On entre dans le château par un vestibule qui ouvre sur un salon avec vue sur le jardin. À gauche de ce salon, il y a trois pièces: l’une est un cabinet d’assemblée de 49 pieds, 8 pouces de long sur 26 de large, avec trois croisées sur la longueur et trois autres sur la largeur. La pièce est revêtue des boiseries sculptées par Jacques Verbeckt. Le roi y tient ses conseils lors de ses séjours à Crécy. A droite du salon se trouve l’appartement du roi et sur le retour celui de Mme de Pompadour qui n’est composé que d’une chambre, d’un cabinet en bibliothèque et d’une antichambre de dégagement. Il n’y a point de grand escalier mais plusieurs petits escaliers qui conduisent aux appartements des invités logés au premier étage. On doit les plans des deux étages du château dans l'état de 1759 au duc de Penthièvre.
En 1751, pour l'aménagement du château, Mme de Pompadour fait réaliser des tapisseries par la manufacture des Gobelins qui correspondent aux thèmes des sculptures ornant sa laiterie, édifiée vers 1750, pour lesquelles elle fait appel à Christophe-Gabriel Allegrain (1710-1795) (Batteuse de beurre), Guillaume Coustou II (1716-1777) (Marchande d'œufs), Louis-Claude Vassé (1717-1772) (Laitière) et Étienne Maurice Falconet (1716-1791) (Jardinière),. La même année, elle commande aux Gobelins un «mobilier», entre autres des garnitures de siège et de dossier d'après des cartons de François Boucher. Sous l’aspect anecdotique de scènes pastorales, ces allégories enfantines traitent des arts et des sciences. Les cartons connaissent un deuxième emploi: ils sont assemblés en de magnifiques panneaux, montés par paire sur un châssis dans des toiles verticales. La bordure est décorée par Alexis Peyrotte, collaborateur de Boucher. Le mobilier, livré en avril 1756, comprend aussi deux canapés immenses de quatre mètres cinquante de long ainsi que huit fauteuils et deux écrans de cheminée. Nicolas Quinibert Foliot est chargé des bois tandis que très probablement François Toussaint Foliot les sculpte et Gaspard Marie Bardou les dore. Le livre-journal tenu par la marchand-bijoutier ordinaire du roi, Lazare Duveaux, énumère les autres commandes de la marquise: salières, cages élégantes pour ses perroquets, colliers d’or pour ses chiens Inès et Mimi, assiettes de Vincennes, sans parler des tableaux de maître, les multiples tables à écrire, les porcelaines, les lustres et les trumeaux. L’inventaire des effets précieux dressé le 7 février 1793 met en lumière le luxe: chambranles en marbre, alcôves, boiseries, dessus de porte formant un œil de bœuf en verre ou décorés de tableaux représentant des amours, des fleurs, des bergers, des paysages chinois, un chien en arrêt, une Vénus, des sujets de mythologie ou de fables. Les commissaires notent que la galerie est décorée de huit panneaux de peinture encadrés d’une baguette dorée et sculptée, sans se soucier du nom de l’artiste. En 1756, un an avant la vente du château, Madame de Pompadour fait modifier le décor peint du grand salon, afin de poser les quatre dessus-de-porte que Boucher vient de terminer et qui, selon Jean Vittet, sont les quatre tableaux relatifs à l’histoire d’Aminte, du Tasse. En 1757, elle fait retirer du château tous les objets de valeur en prévision de son départ pour le château de Champs. Il faut plusieurs mois pour emballer les objets et clouter les caisses. Tout ce qui est scellé dans les murs et fait partie de la décoration comme les cheminées, les trumeaux et les dessus-de-porte reste en place.  Après avoir loué le château de Champs-sur-Marne, elle acquiert son dernier château, le château de Ménars, sur les bords de Loire, moyennant 880 000 livres. Il s'ajoute à une longue liste: la Celle à la porte de Versailles, Bellevue, Auvilliers près d'Arthenay, sur la route de Ménars et l’hôtel d’Évreux à Paris, aujourd’hui l’Élysée.

#### L'aménagement des jardins

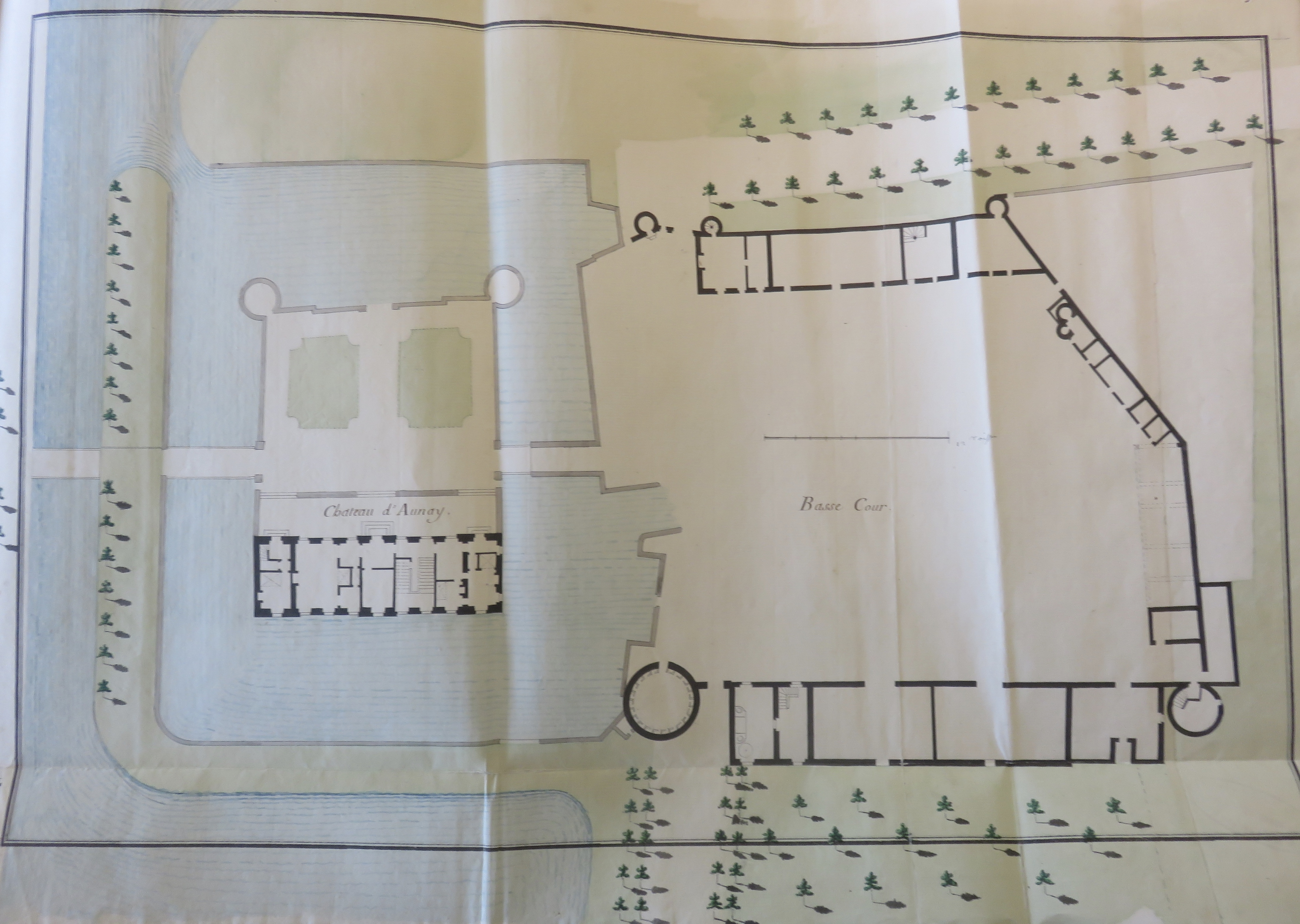
Plan du château d'Aunay (AD 28, 3 Fi, art.3, atlas restauré de Crécy).

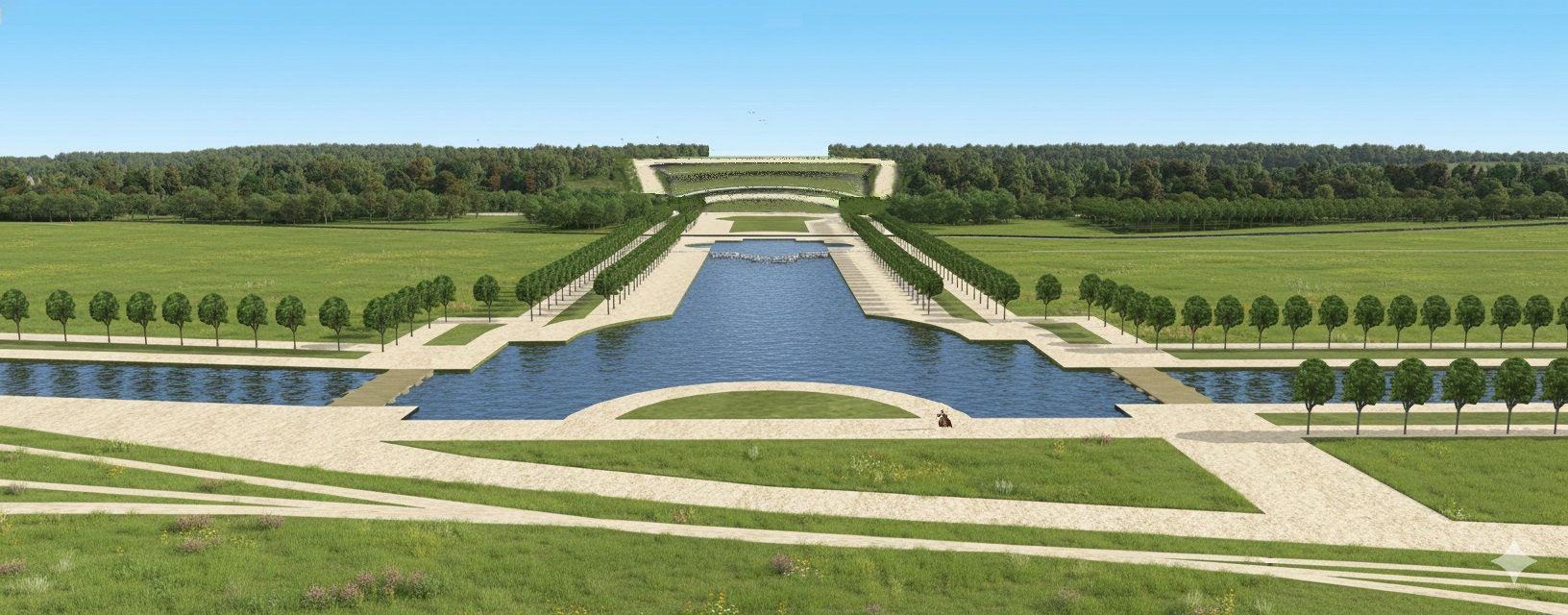
Vue de la Grande Perspective du château de Crécy depuis la terrasse du château.

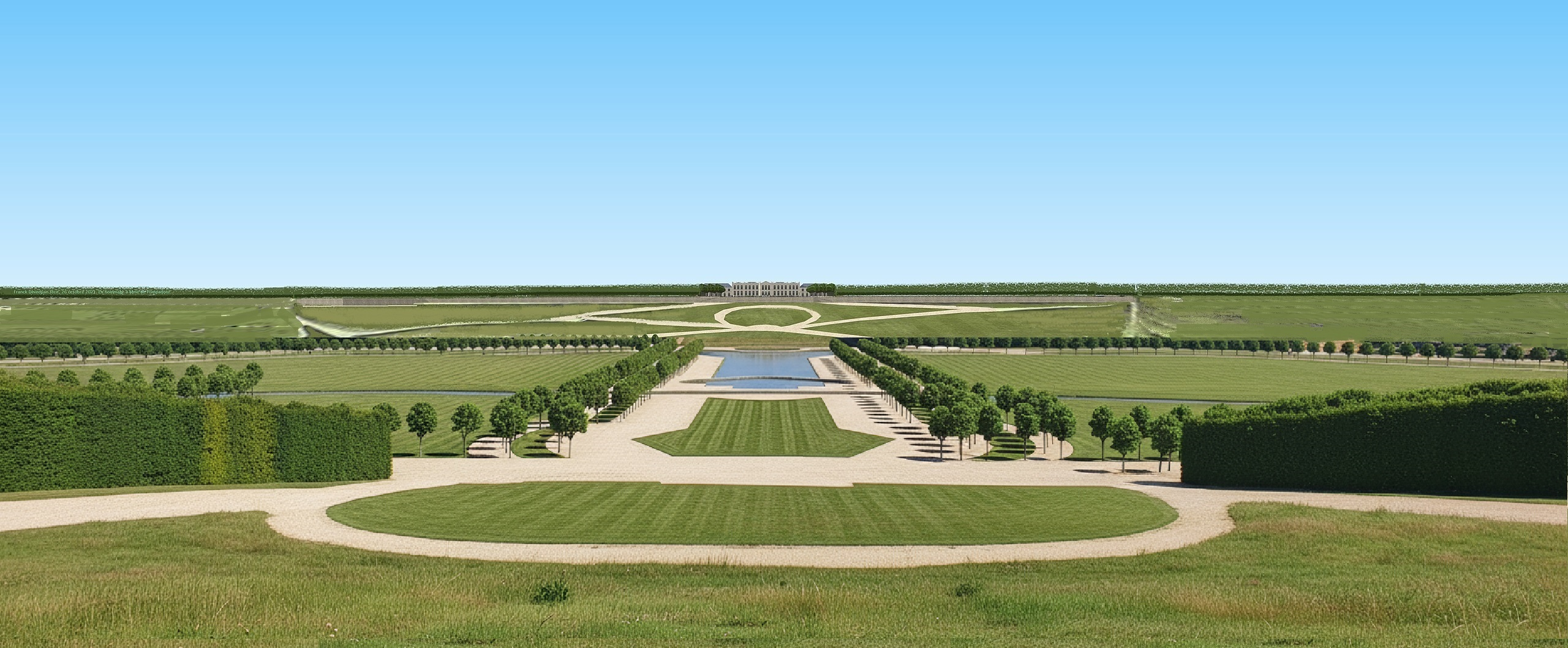
Schéma restituant le point de vue sur le château de Crécy depuis le Vertugadin, milieu du XVIIIe.

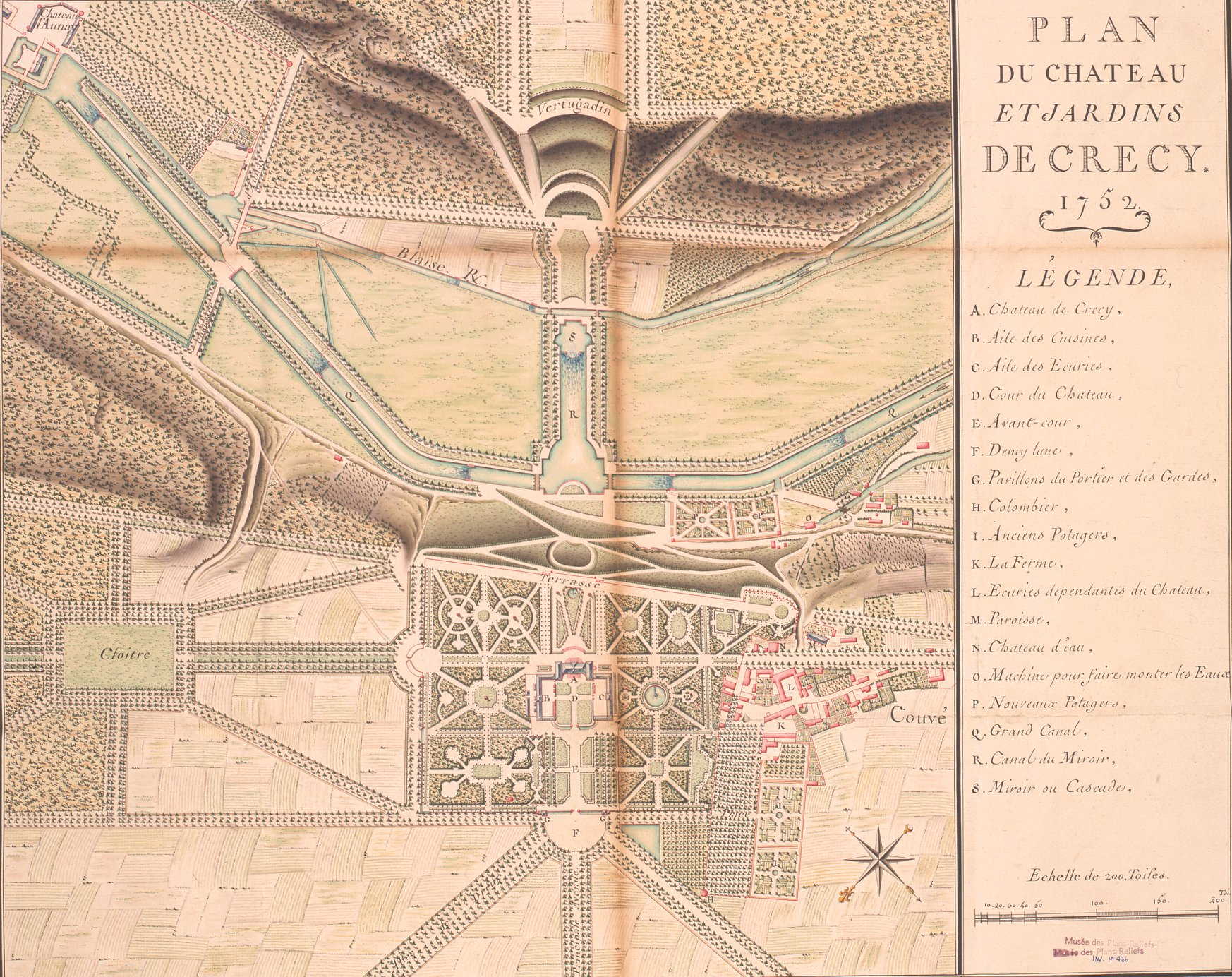
Le château et les jardins en 1752 (musée des Plans reliefs, Paris).

Les deux extrémités du domaine sont fermées par deux édifices : au nord, le petit château d’Aunay acheté par Louis XV en 1747, au sud, le moulin existant, complété d’une façade aveugle classique, nommé « la Bellassière », qui sert de buanderie et d’orangerie l’hiver. L’ancien potager dit d’« en-haut », et le nouveau, créé au pied du château, dit d’« en-bas », alimentent la seigneurie de Crécy et le village de Couvé. L’ordonnance des jardins et l’aménagement de la vallée de la Blaise ont été confiés à Jean-Charles Garnier d'Isle. Le jardin d’agrément de petite taille, consiste en un parterre, longé de deux bois plantés par M. d’Isle et donnant sur la terrasse. De celle-ci, on a une vue sur le canal du miroir, dérivation du grand canal, avec au bout, le miroir, bassin en demi-cintre, en contrebas de la montagne qui fait face au château et sur laquelle on a réussi à implanter un vertugadin (glacis de gazon en amphithéâtre). Le parc est décoré de quatre bassins et d’une statue de Diane réalisée par Jules-Antoine Rousseau. Quant à la terrasse, elle est ornée de douze bustes d’empereur. Enfin, deux obélisques se dressent, l’un au bout du village et l’autre sur l’avenue qui traverse le bois de Tréon.

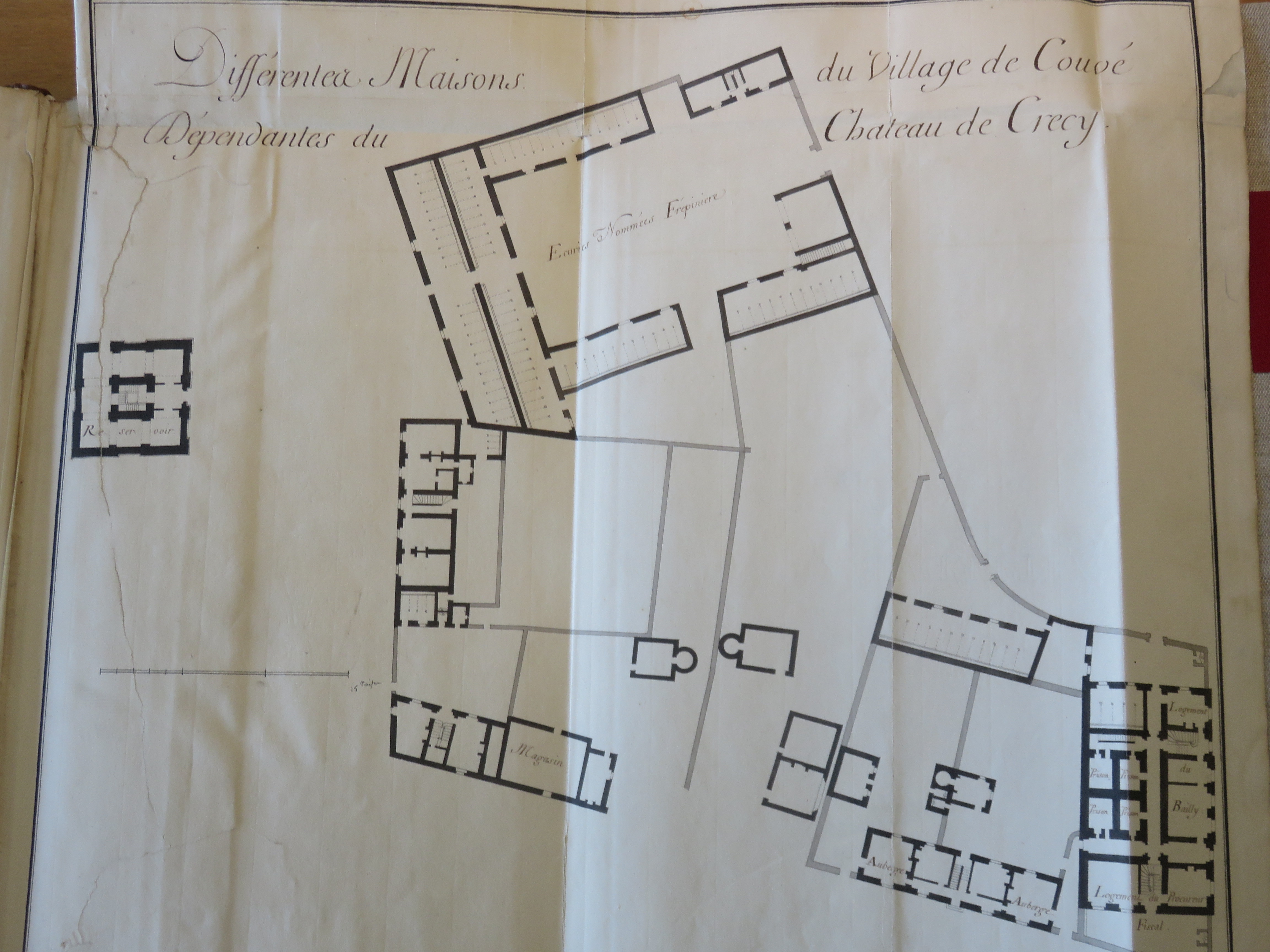
Le réservoir, le bailliage et les écuries (AD 28).

Le problème de l’alimentation en eau nécessaire au château et au village a été résolu par une machine hydraulique. La difficulté de l’entreprise tenait au dénivelé de 150 m par rapport à la rivière. C’est l’ingénieur Antoine Deparcieux qui réalise en 1751 cette "machine élévatoire" située entre le bas de la terrasse et le premier canal: la roue hydraulique actionne le mécanisme d'une chaîne à godets; l’eau est refoulée dans une canalisation empruntant un conduit souterrain et récupérée dans le petit château d’eau, construit en grès et moellons, figurant sous la lettre N sur le plan. Le rez-de-chaussée sert d’atelier au plombier; au milieu, un escalier conduit au grand réservoir doublé en plomb duquel partent les différentes conduites qui fournissent l’eau au château et dans les bassins du parc. Dans le village, il y a trois fontaines: l’une est située devant le bâtiment de l’audience, les deux autres dans la grande rue du village. Dans les cours du château, il y a encore plusieurs réservoirs et dans une aile, une chaudière en cuivre pour chauffer l’eau. Le luxe suprême réside dans les salles de bains situées dans le château alors que la plupart du temps, il n’y en avait qu’une située dans les communs, non loin de la buanderie où l’eau était chauffée.  
Antoine Deparcieux écrit dans ses Mémoires : 
« Mme la Marquiſe de Pompadour déſirant avoir de l’eau à ſon château de Créci, beaucoup moins pour y faire des embelliſſemens que pour prévenir ou pour parer les accidens qui pouvoient arriver pendant les ſéjours que le Roi y fait, pluſieurs perſonnes préſentèrent des projets à cet effet, qui exigeant de trop grandes dépenſes, ou ne pouvant pas fournir une quantité d’eau ſuſſisante, furent rejetées. »
Autre innovation: la glacière creusée en 1748. Elle est composée de deux salles entièrement creusées dans le roc. La première chambre qui sert à la découpe mesure près de douze mètres de long. Sa voûte est soutenue par deux arcs de briques qui se croisent presque d'équerre. La seconde chambre de stockage, est cylindrique, profonde de sept mètres cinquante et large de plus de six mètres. Durant les mois d’hiver, le miroir et les canaux du parc de Crécy étant gelés, on scie la glace en carrés ou rectangles que l’on entrepose les uns sur les autres. Les cubes ainsi obtenus sont apportés dans la première salle où on les taille une seconde fois afin de les positionner dans le cylindre. Il se crée alors un microclimat qui permet de conserver une température très basse, même durant l’été. Néanmoins, la fonte progressive de la glace alimente de minces filets d’eau qui courent sous le plancher de bois du cylindre et tombent dans un petit puits central encore existant de nos jours.

### La vie au château sous Mme de Pompadour

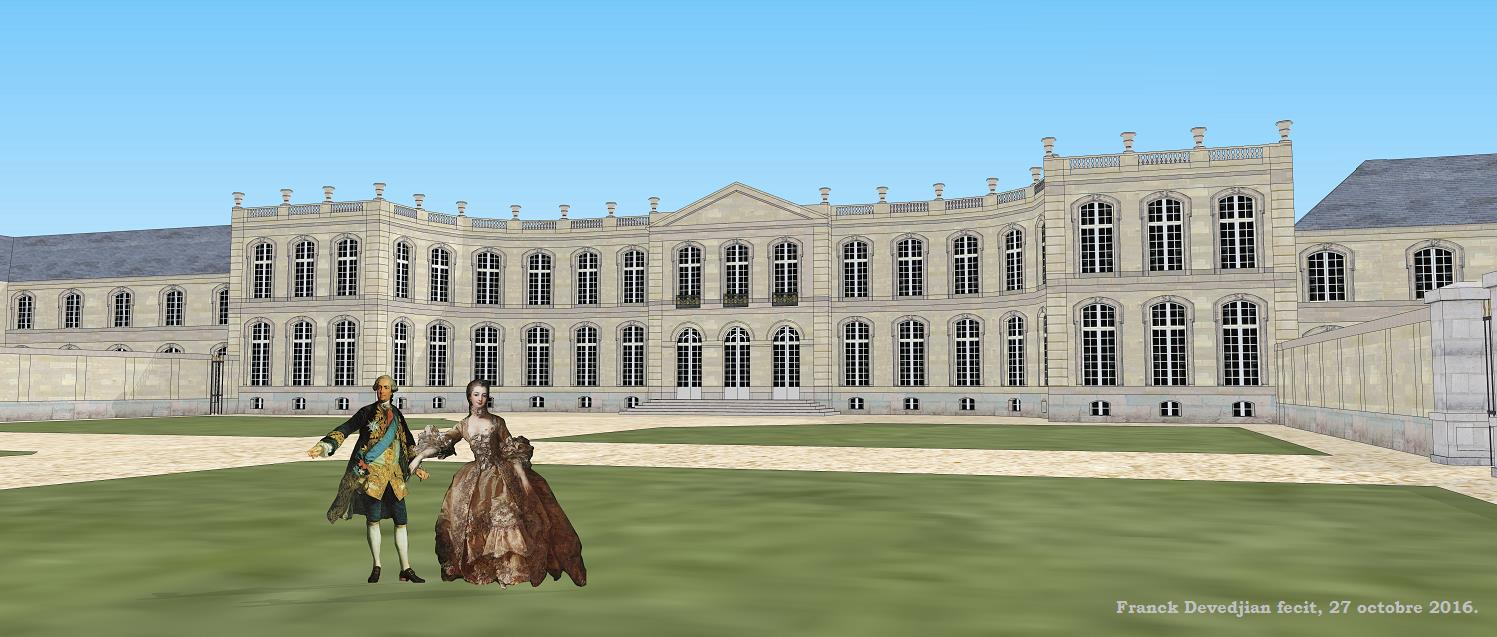
Vue d'artiste de l'aspect du château de Crécy du côté de l'entrée vers 1755.

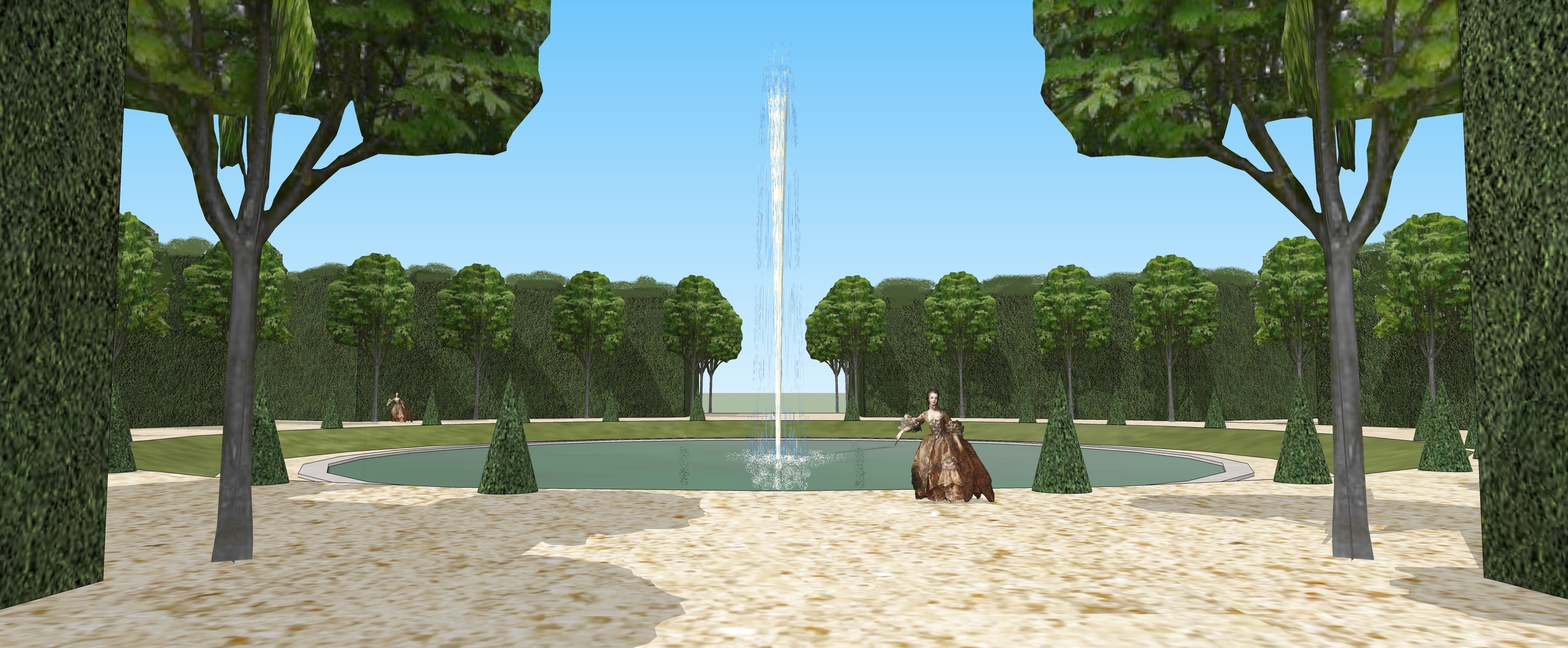
Château de Crécy, bosquet du bassin circulaire.

#### Les réceptions et les fêtes
La marquise de Pompadour se fait remarquer lors de sa première visite, car lundi est jour de marché et d’affluence à Dreux, or le relais se fait à la poste aux chevaux de la rue d’Orisson, actuellement rue d’Orfeuil. Le roi ne reste jamais longtemps à Versailles et va de château en château. Les voyages royaux coûtent fort cher, on les estime à 100.000 livres pour 3 jours. Quand il se déplace, il vient en compagnie: en juin 1751, sa suite est composée de Mmes de Brancas, de Livry, d’Estrades et de Choiseul-Romanet et de Messieurs le duc de Chartres, le comte de Clermont, de Turenne, de Brionne et de vingt-cinq autres personnes. Tous sont tenus de porter l'habit vert à boutonnières d'or. Ils jouent et perdent beaucoup d’argent. La maîtresse des lieux aime donner un grand feu d’artifice qui se reflète dans le miroir en doublant son éclat. Un autre est donné à la Saint-Jean, en l’honneur de la dame des lieux sur les vertugadins de gazon, ce qui ne manque pas d’impressionner les villageois. Le roi aime aussi chasser et ce n’est pas une attaque de goutte qui l’en dissuade. Il se fait mener dans les champs en fauteuil roulant et tue deux cents pièces de gibier.
Mme de Pompadour fait venir, en dehors des courtisans, de nombreux artistes à Crécy: le peintre François Boucher, le graveur sur pierre fine, Jacques Guay, sûr de trouver à Crécy son appartement particulier et son «touret», Jean-Baptiste Pigalle pour les sculptures de l’intérieur du château et des jardins, enfin le peintre Vien qui reçoit la commande de deux tableaux religieux pour l’église.

#### La bienfaitrice
Si la marquise est prodigue en achats de domaines, travaux de construction et d’aménagement, elle s’en explique dans une lettre de 1774 :
«On se moque partout de la folie de bâtir. Pour moi, je l’approuve fort, cette prétendue folie, qui donne du pain à tant de misérables. Mon plaisir n’est pas de contempler de l’or dans mes coffres mais de le répandre. »

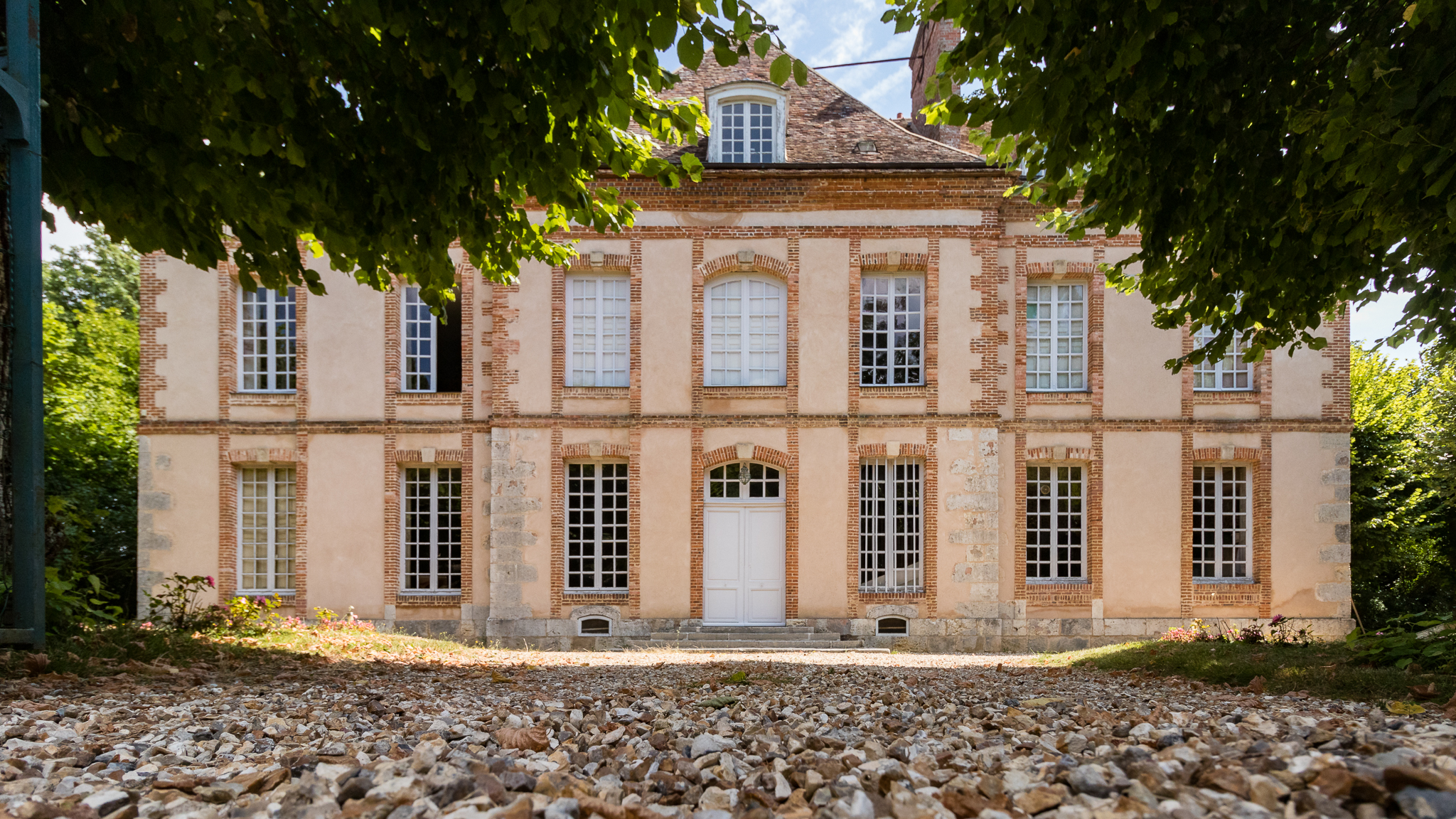
Hôpital Saint-Jean.

Elle sait être généreuse avec les villageois. À la naissance des princes, elle marie seize jeunes filles de Crécy à seize jeunes gens du même pays et donne à chaque couple 300 livres et 200 livres pour les habits. Fête est donnée dans la cour du château. Elle crée un hôpital destiné aux pauvres de la paroisse, l’hôpital Saint-Jean. Le 15 mai 1754, elle achète dans ce but le château de Majainville, proche de Couvé, mais ses architectes, trouvant le château trop vétuste, préfèrent le démolir et récupérer pierres de taille et poutres. L’hôpital est édifié sur un terrain à la limite de Saulnières et de Couvé. Plus d’une année est nécessaire pour sa construction. Ne disposant plus de liquidités, la marquise de Pompadour a été obligée de vendre une partie de ses bijoux. Le bâtiment se compose d’un corps de logis central flanqué de deux ailes: celle de droite, proche du village, abrite la chapelle et celle de gauche renferme des bâtiments de service. Autour, un potager et des arbres fruitiers. Le 28 septembre, la marquise sert les pauvres, au nombre de cinquante, accompagnée du marquis Armand-Louis de Gontaut-Biron. L’établissement sera tenu par six sœurs de la congrégation des filles de la Charité. Le duc de Penthièvre continuera à entretenir l’hôpital et fondera une école pour les enfants de la paroisse.

## La démolition du château

### Sa vente à la Révolution
Surviennent la Révolution et le départ en exil de Mme de Montmorency en 1791. Contrairement à ce qu’a écrit le comte de Reiset, le château n’a nullement été pillé en 1792 par les révolutionnaires mais par les acquéreurs de biens nationaux. Seules les statues en plâtre qui trônent dans le vestibule et qui représentent les deux maris de Mme de Montmorency, le maréchal de Luxembourg et le prince de Montmorency, ont été brisées par les autorités car il s’y trouvait plusieurs attributs de féodalité interdits par la loi. Le 29 février 1792, le domaine est saisi, les scellés sont apposés le 20 mai 1792, en présence du régisseur Mercher et de Meunier, chargé de la garde des meubles par Mme de Montmorency. Il faut deux jours, tant il y a de portes. Puis l’inventaire des meubles est réalisé et l’adjudication a lieu, encadrée par les gendarmes et les gardes. Un corps de garde est de faction, chaque nuit, à la conciergerie du château, ce qu’attestent les factures d’huile à brûler. De jour, c’est Christophe Bidaut, le jardinier, qui est chargé de la surveillance du parc. Lui et son fils, en poste depuis 1773, demandent à conserver leur travail. La République leur octroie, en plus de la jouissance du potager et de la maison, un salaire qui s’avère inférieur de 200 francs à celui qu’ils touchaient de la part de Mme de Montmorency. Les autorités tiennent à ce que le domaine, avec son orangerie et ses allées, soit entretenu en prévision de la vente. Le 7 février 1793, ils procèdent à l’inventaire des effets précieux qui subsistent aux murs et au-dessus des portes. En 1796, on procède à l’expertise du domaine divisé en deux lots : un premier lot comportant jardins, bois, terres et prairies (80 799 francs), un second comportant le château avec ses dépendances, potagers, la machine hydraulique et l’audience (171 075 francs). Le soumissionnaire est Daniel Parker, citoyen américain domicilié à Paris. Le 5 octobre 1796, l’administration se ravise et estime que le château a été sous-évalué lors de la première expertise : une seconde estimation évalue le château 227 550 francs, non compris la machine hydraulique, les jardins et le château d’eau, estimés 14 000 francs. Les habitants de Crécy adressent alors cette supplique à l’administration :
« Déjà ce citoyen généreux (Daniel Parker), comptant sur la bonne foi des lois, avait appelé tous les ouvriers qui avaient coutume de travailler au château pour y faire les réparations nécessaires. Déjà les murs de clôture s’étaient relevés, le château et la machine étaient réparés. Vingt bras étaient occupés par jour à redonner au parc du château son ancienne propreté, nous bénissions la main riche et généreuse qui répandait dans notre canton l’abondance qui suit toujours les pas du gros propriétaire. L’expertise du château se fait, le procès-verbal vous est remis, le citoyen Parker sollicite le contrat d’aliénation mais par quelque cause qu’il ne nous appartient pas d’approfondir, une nouvelle expertise est ordonnée, et probablement parce que le second procès-verbal portait les objets à une valeur trop haute et que les experts n’ont pas considéré la charge occasionnée par l’entretien de la machine, le citoyen Parker fait cesser tous les travaux. Les ouvriers reçoivent l’ordre de se retirer et les larmes aux yeux, abandonnent l’instrument de leur travail. Le citoyen Parker avait soumissionné tout ce qui restait du ci-devant domaine de Crécy. Tout lui est aliéné, excepté le château. Qui donc va oser se rendre propriétaire d’un tel objet? Ce ne peut être qu’un destructeur. Alors que va devenir notre commune si nous n’avons plus d’eau?... Vous ne voudriez pas cela? Vous nous rendrez notre espoir en réunissant vos efforts aux nôtres pour rendre le citoyen Parker propriétaire de ces objets ou au moins vous imposerez à quelque acquéreur que ce soit l’obligation de conserver la machine hydraulique. »
La vente se fait finalement le 17 floréal an V (6 mai 1797). En vendant les propriétés des nobles émigrés, la République renfloue ses caisses et espère augmenter le nombre de petits propriétaires. C’est sans compter sur l’avidité des spéculateurs. Le château est si grand et si somptueux qu'il est difficile de le louer ou de le revendre. Le nouvel acquéreur en a conscience et programme sa destruction. Les démolisseurs se mettent à l’œuvre et seul le bâtiment dit de la Rôtisserie échappe à leurs coups. Une fois, les matériaux et les ornements vendus, les jardins ressemblent à une carrière géante et les rampes de la terrasse deviennent de vulgaires sentiers.

### Un capitaliste avant l'heure, le spéculateur américain Daniel Parker

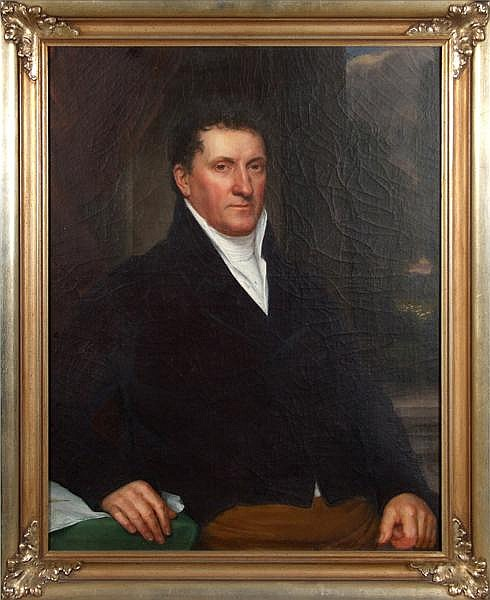
Daniel Parker (1760-1829).

Ce marchand, originaire du Massachusetts, a été chargé de l'approvisionnement de l'armée durant la guerre d'indépendance des États-Unis avant de s'improviser armateur et se lancer dans le commerce maritime. Acculé par ses créanciers et menacé d'emprisonnement pour dettes, il a fui son pays et s’est installé à Londres puis à Paris. Ami de George Washington, Thomas Jefferson et du marquis de La Fayette, il s'est révélé être un spéculateur redoutable sur les biens nationaux en Eure-et-Loir. Il achète tout, assisté d’un réseau de collaborateurs : Auzoux, greffier au tribunal criminel de Châteauneuf puis de Chartres, repère les biens et assiste aux adjudications. Jean-Cardot-Villers, l'agent de change parisien chargé de ses intérêts financiers, réalise les estimations au plus bas, dans l’intérêt de son client. L'américain achète fermes, moulins, terres et châteaux : celui de Comteville qu'il habite très peu et celui de Crécy dont il retire tous les ornements précieux. Thomas Moriarty, devenu administrateur de ses biens en province, vend le 2 juillet 1802, pour la somme de 12.000 francs, les prairies entre Aulnay et la Bellassière à Pierre-Augustin Huveau, cultivateur et farinier demeurant au moulin de la Bellassière. Le 11 décembre 1802, la place de l'ancien réservoir est vendue à Jacques-François Collibeaux, receveur des domaines nationaux au bureau de Dreux.  

### L'héritage de la marquise de Pompadour

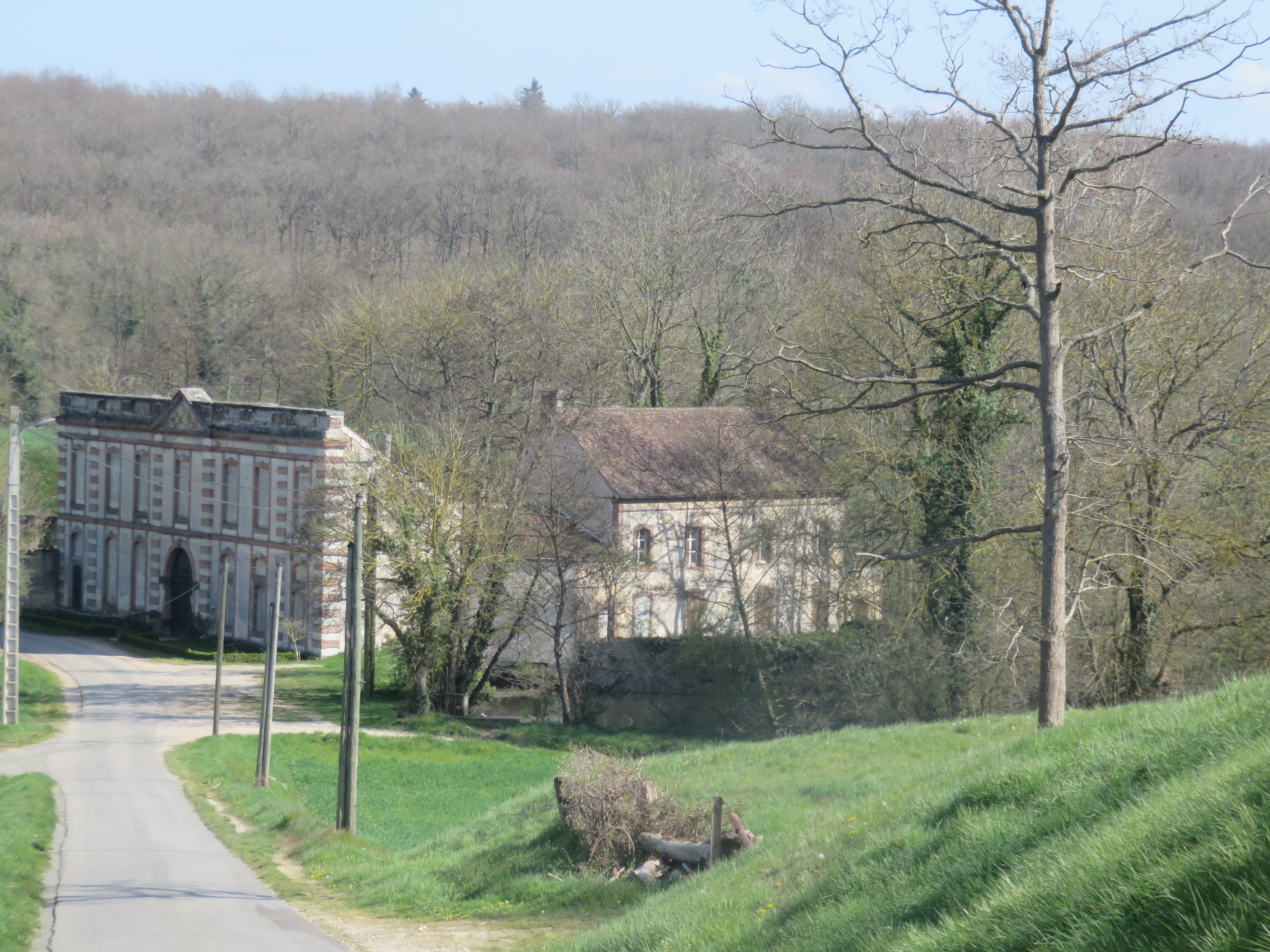
Le moulin de la Bellassière.

Si le château a disparu, le village de Crécy-Couvé a gardé l’empreinte de la marquise de Pompadour : sa rue principale, rectiligne, bordée de coquettes maisons, l’ancien relais de poste, l’ancien bailliage devenu mairie, l’ancien hôpital St Jean, même s’il a subi des modifications, la glacière et bien sûr le moulin de la Bellassière avec sa façade en trompe-l’œil.
Les huit peintures commandées par le duc de Penthièvre sont aujourd’hui visibles à la Frick Collection à New-York. En 1830, elles ont été retrouvées en Angleterre avant d’être vendues par Christie's en 1874 et finalement être acquises par l’américain Henri Clay Frick au début du XXe siècle. Elles sont regroupées dans la salle Boucher. Les quatre autres panneaux comprenant des cartons authentiques de Boucher ont retrouvé le chemin du château de Sceaux.
La vente des biens nationaux a engendré un brassage des objets d’art et un commerce juteux facilité par le transport maritime. La preuve en est la demande de ce capitaine marchand américain, Michael Alcorn qui, en 1794, demandait à la Convention la permission de partir pour l’Amérique avec un chargement d’objets inutiles à la République - du mobilier et des objets d’art – assortie de la promesse de revenir avec une cargaison de denrées utiles à la France.

## Galerie

Vues d'artiste
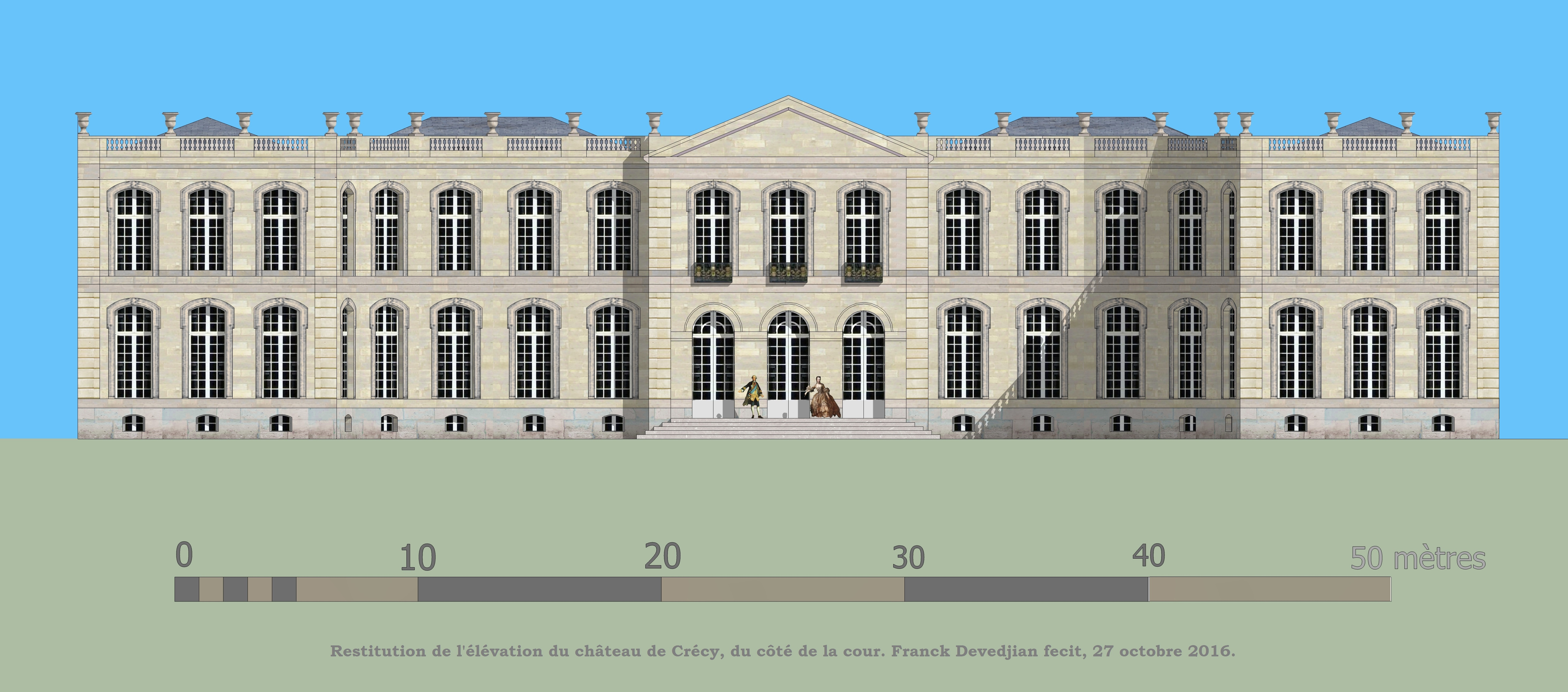
Essai de restitution de l'élévation du château de Crécy, façade de l'entrée. Les ailes latérales des communs ne sont pas représentées.
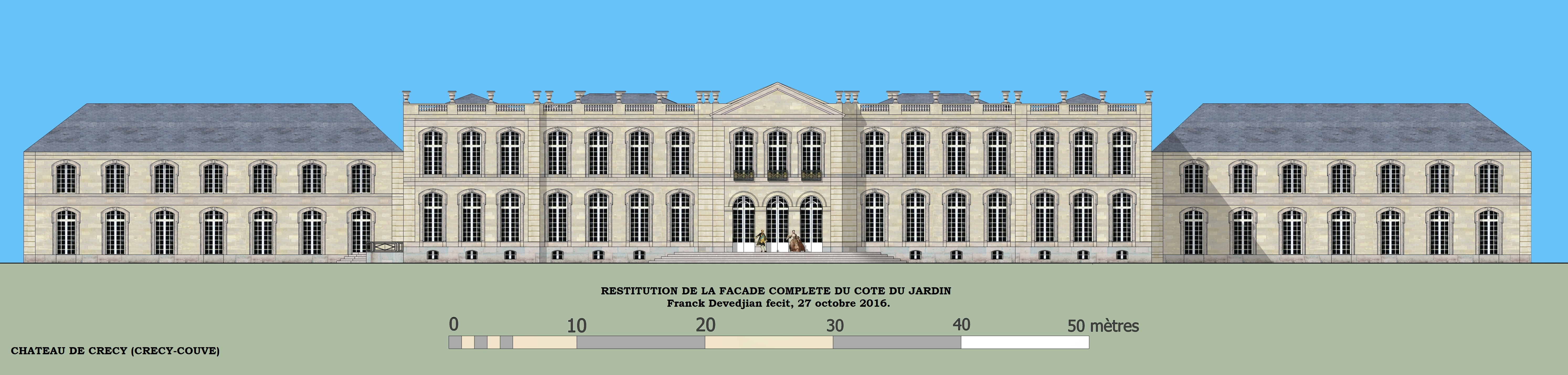
Essai de restitution de l'élévation du château de Crécy, façade du côté jardin.